# Salvatore Cordileone
Salvatore Joseph Cordileone (* 5. června 1956, San Diego) je americký římskokatolický duchovní, arcibiskup ze San Francisca. Před jmenováním do S.F., zastával úřad biskupa oaklandského. Arcibiskup je znám svými konzervativními postoji, včetně obhajoby a sloužení Tridentské Mše a bojem proti potratům.

## Život
Salvatore Joseph se narodil v červnu 1956 v Kalifornii.
Po vystudování teologie a kněžském svěcení v roce 1982 byl zařazen do farní správy v diecézi San Diego. Papež Jan Pavel II. ho 5. července 2002 jmenoval pomocným biskupem diecéze San Diego a titulárním biskupem z Natchesiumy. Biskupské svěcení přijal 21. srpna 2002. Papež Benedikt XVI. ho 23. března 2009 jmenoval oaklandským diecézním (sídelním) biskupem a 27. července 2012 arcibiskupem San Francisca.
Arcibiskup Cordileone aktivně podporuje hnutí pro-life. V rámci církve je zastáncem spíše tradicionalistické linie, často slouží mši svatou v mimořádné formě římského ritu.
V době omezení v souvislosti s pandemií covidu-19 byla na území arcidiecéze zavedena opatření, při jejich dodržení mohl být pouze jediný účastník bohoslužby, sloužené v uzavřeném kostele. Tato nařízení byla místními katolíky shledána jako diskriminační. Proti nařízení se Mons. Cordileone vymezil s tím, že při dodržení protiepidemických opatření bylo vyhověno na území města S.F. krytému maloobchodu, ne však bohoslužbám. S věřícími pořádá mše svaté před svou katedrálou.
Po prohlášení Nancy Pelosiové, členky katolické církve, která podpořila v lednu 2021 rozšířené právo na potrat, uvedl, že její názor není oficiálním názorem katolické církve. Protože nezabiješ se vztahuje na všechen život, včetně toho nenarozeného, jak potvrzuje i papež František, a proto nemůže žádný katolík podporovat zabíjení jiného člověka.